# Haemaphysalis montgomeryi
Haemaphysalis montgomeryi är en fästingart som beskrevs av Thomas Nuttall 1912. Haemaphysalis montgomeryi ingår i släktet Haemaphysalis och familjen hårda fästingar. Inga underarter finns listade i Catalogue of Life.